# Xã Clark, Quận Lincoln, Missouri
Xã Clark (tiếng Anh: Clark Township) là một xã thuộc quận Lincoln, tiểu bang Missouri, Hoa Kỳ. Năm 2010, dân số của xã này là 10.395 người.